# Toki (Niger)
Toki ist ein Dorf in der Landgemeinde Korgom in Niger.

## Geographie
Das von einem traditionellen Ortsvorsteher (chef traditionnel) geleitete Dorf befindet sich rund 15 Kilometer nordwestlich des Hauptorts Korgom der gleichnamigen Landgemeinde, die zum Departement Tessaoua in der Region Maradi gehört. Zu den Siedlungen in der näheren Umgebung von Toki zählen Guidan Yaro im Norden und Dagouagé im Westen.
Toki ist Teil der Übergangszone zwischen Sahel und Sudan. Die durchschnittliche jährliche Niederschlagsmenge beträgt hier zwischen 400 und 500 mm.

## Bevölkerung
Bei der Volkszählung 2012 hatte Toki 1727 Einwohner, die in 228 Haushalten lebten. Bei der Volkszählung 2001 betrug die Einwohnerzahl 872 in 121 Haushalten und bei der Volkszählung 1988 belief sich die Einwohnerzahl auf 1867 in 334 Haushalten.
Die Bevölkerungsdichte in diesem Gebiet ist für nigrische Verhältnisse hoch.

## Wirtschaft und Infrastruktur
Am Markt von Toki werden landwirtschaftliche Erzeugnissen und Vieh verkauft, die über die Märkte von Baoudetta, Gazaoua, Koona, Madobi und Maïjirgui weiter in die Großstädte Agadez, Arlit und Niamey gehandelt werden. Das Gebiet der Ebenen im südlichen Teil der Region Maradi, in dem Toki liegt, ist von einer anhaltenden Degradation der ackerbaulichen Flächen gekennzeichnet, die mit der hohen Bevölkerungsdichte in Zusammenhang steht. Im Dorf ist ein Gesundheitszentrum des Typs Centre de Santé Intégré (CSI) vorhanden. Es gibt eine Schule.